# Língua cèmuhi
Cèmuhî (Camuhi, Camuki, Tyamuhi, Wagap) é uma língua Oceânica falada nas ilhas da Nova Caledônia, na área de Poindimié, Kone e Touho. A língua tem aproximadamente 3.300 falantes e é considerada uma língua regional da França.

Cèmuhî não está em perigo de acordo com o sistema de classificação da UNESCO (Atlas of the World's Languages in Danger)

## Escrita
A língua usa o alfabeto latino sem as letra F, Q, S, V, X, Y, Z.

### Consoantes
As consoantes de Cèmuhî conforme Rivierre 1980 são mostradas na tabela abaixo.
|                        | Labial–velar | Labial–velar | Labial | Labial | Retroflexxa | Retroflexxa | Palatal | Palatal | Velar | Velar | Laringeal | Laringeal |
| ---------------------- | ------------ | ------------ | ------ | ------ | ----------- | ----------- | ------- | ------- | ----- | ----- | --------- | --------- |
| Plosiva surda          | pʷ           |              | p      |        | t           |             | c       |         | k     |       |           |           |
| Prenasalizada Oclusiva | ᵐbʷ          |              | ᵐb     |        | ⁿd          |             | ᶮɟ      |         | ᵑg    |       |           |           |
| Nasal                  | mʷ h̃ʷ        |              | m      |        | n           |             | ɲ       |         | ŋ     |       | h̃         |           |
| Continuante            | w            |              |        |        | (r) l       |             |         |         |       |       | (h)       |           |

Rivierre ( #grammar|1980) analyzes the contrasts of Cèmuhî along three  emic categories: nasal, semi-nasal (i.e.  Prenasalized  |prenasalized), and oral consonants.

### Vogais
A tabela abaixo mostra as vogais Cèmuhî, todas as quais podem contrastar tanto em comprimento quanto em nasalidade.
|              | Anterior | Posterior |
| ------------ | -------- | --------- |
| fechada      | i        | u         |
| Meio Fechada | e        | o         |
| Meio aberta  | ɛ        | ɔ         |
| Aberta       | a        | a         |

### Tons
Como sua vizinha Paicî, Cèmuhî é uma das poucas línguas austronésias que desenvolveram tons contrastivo No entanto, ao contrário de outras línguas tonais da Nova Caledônia, Cèmuhî tem três registros tonais: tons altos, médios e baixos.